# اسطابة
اسطابة أو كاستيلاماري دي ستابيا (بالإيطالية: Castellammare di Stabia) مدينة في مقاطعة نابولي في إقليم كمبانية جنوب إيطاليا ، تقع في قلب قوس خليج نابولي ، عدد سكانها 66.413 نسمة .

## السكان
في سنة 1861 بلغ عدد السكان 21٬973 نسمة، وتطور العدد ليصل في سنة 2011 لـ 65٬944 نسمة.
يظهر هذا المخطط البياني تطور النمو السكاني لـ إسطابة

## توأمة
لإسطابة اتفاقيات توأمة مع:
- رافسكانينا

## أعلام
- أنطونيو ميرانتي
- ماريو بيتزيولو
- فابيو كوالياريلا
- أنتونيو دوناروما
- جانلويجي دوناروما